# Завичајни музеј Жупе
Завичајни музеј Жупе из Александровца званично је отворен на Светог Саву, 27. јануара 1991. године. Заузима достојно место и углед у стручним круговима, научној и широј јавности и афирмисана је институција у области заштите културних добара. Настанак музеја везан је пре свега за удружење „Collegium historiсum Župa“ тј. дружине основане при гимназији у Александровцу, седамдесетих година 20. века, која је више деценија радила на сакупљању, чувању и презентовању културно–историјског богатства Жупе под палицом професора историје Милослава Бонџића. Из њиховог вишедеценијског преданог рада је прво настала Завичајна збирка смештена у Дому културе, а касније и музеј.
Музеј је од отварања смештен у најужем центру Александровца, у кући „попа Марка“ која се налази под заштитом државе. Укупна површина подрумског и спратног дела музеја је 381 метара квадратних и у њему је смештена археолошка, етнографска и историјска поставка са око 3000 предмета. Највреднији експонати су четири неолитске статуе које припадају винчанској културној групи са локалитета Витковачко поље а дела су првих земљорадника са ових простора пре око 6000 година. Ове статуе су током велике светске изложбе посвећене жени у праисторији биле излагане у многим светским музејима, у Ници, Копенхагену, Лондону Паризу, Јапану. Приликом излагања на великој светској изложби 1991. године у музеју Тера Амата у Ници, статуе су добиле имена: Lady of Aleksandrovac, Venus de Župa, Madame de Vitkovo i Madame de Venčac.
Осим епохе неолита у археолошкој поставци Завичајног музеја Жупе се налази још неколико вредних експоната из каснијих периода. Пре свега треба поменути бронзану секиру и римски ратнички појас са локалитета Ивковића куће који су такође познати широј научној јавности.
Етнографска поставка је најбогатија и са преко 600 предмета представља верну реплику живота у жупским виноградарским насељима која се називају Пољане и јединствена су на овим просторима.
Историјска поставка представљена је већим делом фотографијама које прате историјски развој Жупе од краја 19. века до данас. Такође, ова поставка садржи делове наоружања из времена Првог српског устанка, Првог и Другог светског рата као и обиље докумената из тог периода.
Фототека музеја садржи око 7.000 фотографија и негатива а библиотека oko 1700 књига. Музеј има врло развијену издавачку делатност при којој посебно издвајамо часопис „Жупски зборник“ који излази једном годишње.